# Dongjak-gu
Dongjak-gu é um gu (distrito de governo local) de Seul, a capital da Coreia do Sul. Seu nome foi derivado do Dongjaegi Naruteo Ferry, localizado no rio Han, que é um dos limites do distrito ao norte. Esse foi o 17º gu criado em Seul, depois de ser separado de Gwanak-gu em 1º de abril de 1980.
Em Dongjak-gu estão situadas a Universidade Chongshin, a Universidade Soongsil e o campus de Seul da Universidade Chung-Ang.

## Divisões administrativas
Dongjak-gu está dividido em 17 dong, que são:
| - Bon-dong - Daebang-dong - Dongjak-dong - Heukseok-dong (todo esse dong foi unificado em janeiro de 2008) | - Noryangjin-dong 1, 2 - Sadang-dong 1, 2, 3, 4, 5 - Sangdo-dong 1, 2, 3, 4 (os dong 2 e 5 foram unificados em janeiro de 2008) - Sindaebang-dong 1, 2 |

## Símbolos
- Árvore: Pinheiro
- Flor: Crisântemo
- Pássaro: Garça

## Pontos de interesse
Existem muitos locais notáveis em Dongjak-gu. O mais famoso é o Cemitério Nacional, localizado em Dongjak-dong. Além disso, vários templos estão localizados no distrito, como o Mireugam, o Sajaam e o Yaksuam. O Mercado de Frutos do Mar Noryangjin também é notável, sendo que quase metade do peixe trazido para a cidade vem por aqui.
O Parque Boramae é um grande parque que foi usado como um campo de pouso durante a Guerra da Coreia. Ele agora tem várias aeronaves descomissionadas em exibição. O parque também possui uma grande pista de corrida, equipamentos de treino, uma parede de escalada, parque de skate, quadras de basquete, badminton, tênis, parques infantis e o templo budista Boramae.

## Transportes

### Ferroviário
- Korail

- Linha 1 do Metrô de Seul

(Yeongdeungpo-gu) ← Daebang — Noryangjin → (Yongsan-gu)
- Metrô de Seul

- Linha 2 do Metrô de Seul Linha Circular

(Seocho-gu) ← Sadang → (Gwanak-gu) ← Sindaebang → (Guro-gu)
- Linha 4 do Metrô de Seul

(Yongsan-gu) ← Dongjak — Isu — Estação Sadang → (Seocho-gu)
- Seoul Metropolitan Rapid Transit Corporation

- Linha 7 do Metrô de Seul

(Seocho-gu) ← Isu — Namseong — Soongsil University — Sangdo — Jangseungbaegi — Sindaebangsamgeori → (Yeongdeungpo-gu)
- Seoul Metro Line 9 Corporation

- Linha 9 do Metrô de Seul

(Yeongdeungpo-gu) ← Noryangjin — Nodeul — Heukseok — Dongjak → (Seocho-gu)